# Independencefjord
De Independencefjord is een fjord in het Nationaal park Noordoost-Groenland in het noordoosten van Groenland.
De fjord is vernoemd naar Independence Day, omdat de fjord rond 4 juli in kaart werd gebracht.

## Geografie
De fjord is ongeveer west-oost georiënteerd en heeft een lengte van meer dan 200 kilometer. De Independencefjord wordt in het westen gevoed door de Academygletsjer en de Marie Sophiegletsjer. In de westelijke helft takt richting het noorden een klein fjord af met de naam Jørgen Brønlundfjord. In het oostelijke deel monden de Hagenfjord en de Danmarkfjord uit in de Independencefjord. In het oosten mondt de fjord uit in de Wandelzee.
Ten noorden van de fjord ligt het Pearyland en ten zuiden het J.C. Christensenland en het Mylius-Erichsenland.

## Geschiedenis
In het gebied rond de fjord zijn sporen van twee paleo-Eskimo-culturen bekend als Independence I-cultuur en Independence II-cultuur.